# Burges Gränzer Schade
Burges Gränzer Schade ist ein 2018 gegründetes deutsches Musik-Projekt, das in seinen Werken Stilmittel aus Klassik, Jazz, Soul, Punk, Pop, elektronischer Musik und Avantgarde vereint. Es besteht aus der Pianistin, Violinistin und Sängerin Katharina Burges, die auch die Kompositionen beisteuert, dem Sänger und Autoren Torsten Gränzer, der die Texte schreibt, und dem Perkussionisten und Musiker Göran Schade, der zudem innerhalb des Projektes auch Klavier, Schlagzeug, Mundharmonika und Keyboards spielt. Die Texte werden von Katharina Burges und Torsten Gränzer in Deutsch gesungen und interpretiert. Inhaltlich greift das Trio sowohl gesellschaftliche Themen als auch das innere Erleben auf und thematisiert beispielsweise Krieg, Missbrauch und Traumata.

## Geschichte
Im Jahr 2017 begegneten sich die klassisch ausgebildete Opernsängerin und Komponistin Katharina Burges und der seit 1987 in Untergrund-Punk- und Rockbands singende Torsten Gränzer im Rahmen einer journalistischen Tätigkeit und gründeten daraufhin das Projekt „Burges Gränzer Schade“. Gränzer brachte zudem seinen langjährigen Weggefährten Göran Schade mit ins Projekt, der als klassischer Musiker zuvor ein 27-jähriges Solo-Schlagzeuger-Engagement an der Komischen Oper Berlin hatte, unter Dirigenten wie Leonard Bernstein spielte und darüber hinaus in Projekten Musiker wie Barbara Thalheim und Wenzel begleitete. Für das erste gemeinsame Programm „Jenseits schillernder Welten“ griff Katharina Burges auf ältere, bereits in anderen Projekten verwendete Texte Gränzers zurück und vertonte sie neu. Neben dem Programm entstand das Album „Jenseits schillernder Welten“, welches vom Produzenten Jürgen Block (Keimzeit, Filmorchester Babelsberg, Felix Meyer, Sandow) im Blockhausstudio in Lütte bei Bad Belzig aufgenommen wurde. Nach seiner Veröffentlichung erhielt es seine Nominierung zum Preis der deutschen Schallplattenkritik. In seiner Sendung „Chanson, Lieder & Folk“ im Belgischen Rundfunk bescheinigt Moderator Hans Reul dem Trio „wunderbare, vielschichtige musikalische Bilder“ sowie „mal sehr persönliche, mal politisch angelegte Texte, musikalisch wirklich auf ganz hohem Niveau präsentiert.“ Der Musikjournalist Christian Hentschel zieht in Das Magazin internationale Vergleiche zu Nick Cave und PJ Harvey und attestiert: „im deutschsprachigen Raum genießt das Trio BURGES, GRÄNZER, SCHADE allerdings ein Alleinstellungsmerkmal“. Nach der Premiere von „Jenseits schillernder Welten“ im Jahr 2018 im Brandenburger St. Paulikloster folgten Konzerte in Bayern, Berlin, Nordrhein-Westfalen und Sachsen-Anhalt, darunter ein für den Kanal 21 aufgezeichnetes Fernsehkonzert in Bielefeld. Die durch die Corona-Pandemie erzwungene Auftrittspause nutzten Burges, Gränzer und Schade, um an weiteren Stücken zu arbeiten, welche 2021 auf dem Album „Jenseits schillernder Welten – Farben der Liebe“ veröffentlicht wurden. Die Finanzierung erfolgte über Förderungen des Ministeriums für Wissenschaft, Forschung und Kultur des Landes Brandenburg, den BürgerInnenkulturfonds der Stadt Brandenburg sowie über eine Crowdfunding-Aktion. Wie schon beim ersten Album gestaltete der Berliner Graphiker und Künstler C.eS. Cover und Booklet der CD. Abermals zeichnete Jürgen Block als Produzent verantwortlich. Mit dem Hamburger Video-Künstler Ronny Zeisberg (Joachim Witt, Lord of the Lost, Reinhard Mey, Leichtmatrose) entstand 2021 zum Album das skurrile Musikvideo „Liebelei“. Die Premiere von „Farben der Liebe“, zu der auch die auf dem Album vertretenden Gastmusiker Gabriele Kienast (Keimzeit Akustik Quintett, Violine), Jens Naumilkat (Mikis Theodorakis, Cello), Franz Czaja (Kontrabass) und Sebastian Pietsch (Brandenburger Symphoniker, Saxophon) eingeladen waren, fand im September 2021 im Brandenburger Theater vor ausverkauftem Haus statt.

## Rezensionen
Erstmals erfuhr das Trio nach der Veröffentlichung von „Jenseits schillernder Welten – Farben der Liebe“ ein breiteres Medien-Echo mit überwiegend positiven Kritiken. Den Analog-Sound des Blockhausstudios in Zusammenarbeit mit dem Berliner Master-Engineer Andreas Balaskas kürte das Audio-Magazin zum „audiophilen Album des Monats“. Die Wiener Kronen-Zeitung attestiert einen musikalisch und textlich nicht immer leichter Brocken, der aber in seiner Tonalität und Machart ziemlich einzigartig ist.. Das Orkus-Magazin sieht schmerzlich vermisstes Kabarett … das danach schreit, live aufgeführt zu werden... und die Bild am Sonntag schreibt Die Texte sind Kunst, schwermütig, kritisch – die Musik macht dennoch unglaublich Laune. Weil sie nicht verstärkt, sondern echt ist.... Auch dieses Album wurde in zwei Kategorien für den Preis der deutschen Schallplattenkritik nominiert.

## Diskografie
- 2019: CD Jenseits schillernder Welten (Grenzton / Edel)
- 2021: CD Jenseits schillernder Welten – Farben der Liebe (Grenzton)

## Videografie
- 2018: Nach Mitternacht
- 2020: Lasst uns gehen
- 2021: Por una Mirada
- 2021: Liebelei
- 2022: Dalliance (Kurzfilm)
- 2023: Wie eine Blume